# إيسيإي تاكاياناغي
إيسيإي تاكاياناغي (باليابانية: 高柳 一誠) (14 سبتمبر 1986 في يوكوهاما في اليابان – )؛ هو لاعب كرة قدم ياباني سابق كان يلعب كلاعب وسط.

## وصلات خارجية
- إيسيإي تاكاياناغي على موقع رابطة كرة القدم اليابانية للمحترفين (اليابانية)
- إيسيإي تاكاياناغي على موقع قاعدة بيانات كرة القدم.إي يو (الإنجليزية)
- إيسيإي تاكاياناغي على موقع Soccerway.com (الإنجليزية)
- إيسيإي تاكاياناغي على موقع عالم كرة القدم.نت (الإنجليزية)
- إيسيإي تاكاياناغي على موقع كووورة